# Диас, Элиу
Элиу Диас де Оливейра (порт. Hélio Dias de Oliveira; род. 19 декабря 1943, Рио-де-Жанейро) — бразильский футболист, вратарь. Участник летних Олимпийских игр 1964 года, чемпион Панамериканских игр 1963 года.

## Биография
Элиу Диас родился 19 декабря 1943 года в бразильском городе Рио-де-Жанейро.
Занимался футболом в «Бонсусессо» из Рио-де-Жанейро. Играл на позиции вратаря. В 1963—1965 годах выступал за «Ботафого». В 1966—1970 годах защищал цвета «Атлетико Минейро», проведя 121 матч и пропустив 123 мяча. В 1970 году в составе «Атлетико Минейро» стал чемпионом штата Минас-Жерайс.
В 1971—1978 годах играл в «Крузейро», впоследствии перешёл в «Америку» из Белу-Оризонти.
В 1963 году в составе сборной Бразилии завоевал золотую медаль футбольного турнира Панамериканских игр в Сан-Паулу. Играл на позиции вратаря, провёл 2 матча, пропустил 2 мяча от сборной Аргентины.
В 1964 году вошёл в состав сборной Бразилии по футболу на летних Олимпийских играх в Токио, занявшей 9-е место. Играл на позиции вратаря, провёл 3 матча, пропустил 2 мяча (по одному от сборных Египта и Чехословакии).
По образованию рекламный дизайнер.

## Достижения

### Командные
Атлетико Минейро
- Чемпион штата Минас-Жерайс (1): 1970.

 Сборная Бразилии
- Чемпион Панамериканских игр (1): 1963.